# Microcarbo africanus

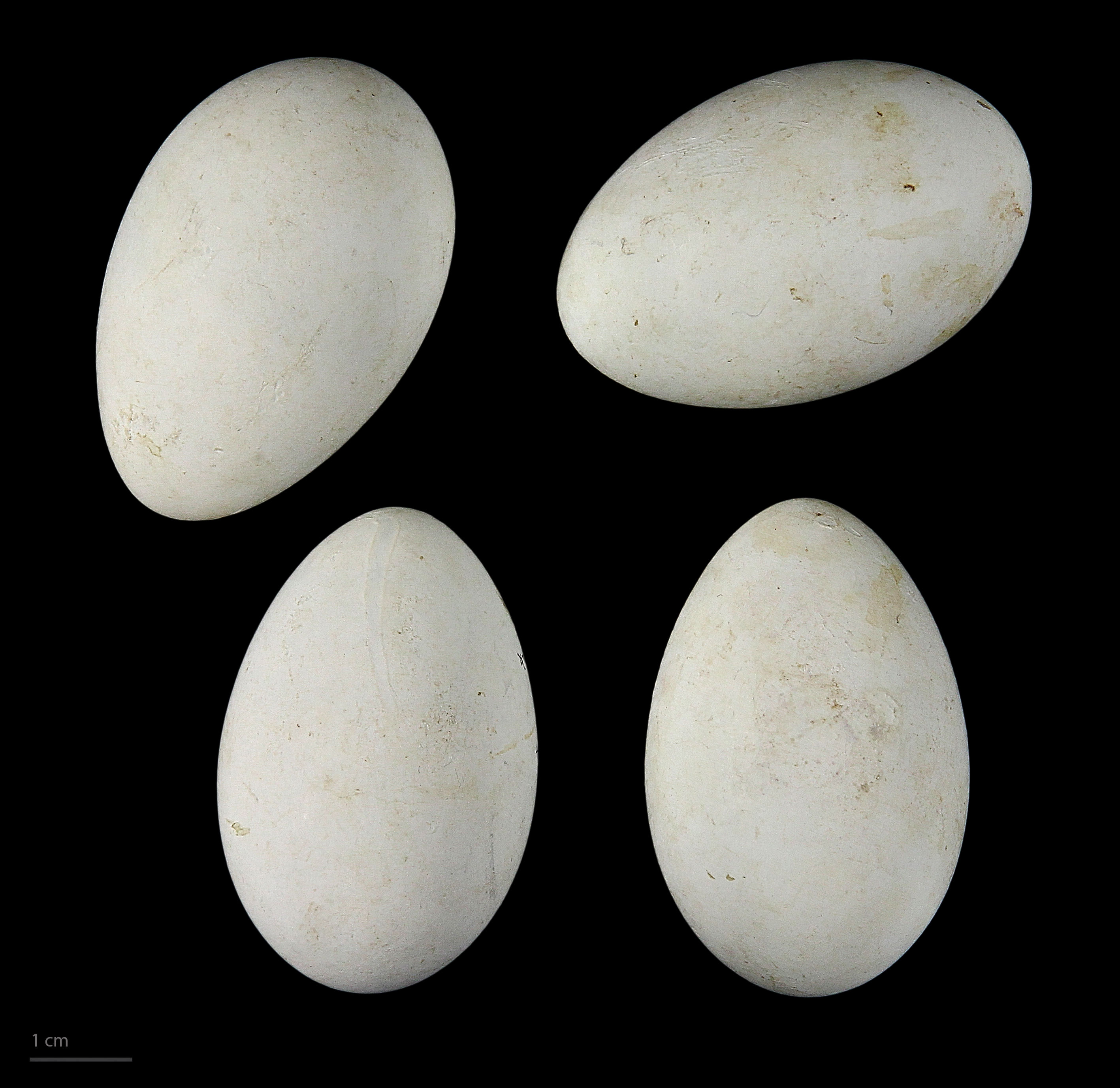
Microcarbo africanus

Il cormorano africano (Microcarbo africanus (J.F.Gmelin, 1789)) è un uccello della famiglia Phalacrocoracidae.